# خورش کرفس
خورش کرفس یک خورش است که از گوشت خرد شده ران گوسفند یا گوساله یا گوشت ران مرغ و بوقلمون، کرفس، نعنا و جعفری تهیه می‌شود. برخی بنا به ذائقه لوبیا هم اضافه می‌کنند. برای جا افتادن خورش کرفس نسبت به خورش‌های دیگر زمان زیادی لازم است.

## آنالیز خورش کرفس
محتویات این خورش در مجموع تقریباً ۱۱۹۰ کیلوکالری انرژی دارد و تقسیم آن میان ۴ نفر، مقدار کالری دریافتی را برای هر نفر به حدود ۳۰۰ کیلوکالری خواهد رساند. البته از آنجا که این غذا با برنج سرو می‌شود، مقدار انرژی دریافتی به ازای هر ۵ قاشق غذاخوری (برنج پخته) ۸۰ کیلوکالری دیگر نیز اضافه خواهد شد. این غذا گزینه مناسبی برای وعده سحری است زیرا هم آبدار است و هم بوی اشتها آوری دارد.

## مواد لازم برای تهیه خورش کرفس
- گوشت خورشی یا ران مرغ یا ران بوقلمون ۳۰۰ گرم معادل ۵۰۰ کیلوکالری،
- پیاز خرد شده ۱ لیوان معادل ۲۵ کیلوکالری،
- رب گوجه فرنگی ۲ قاشق،
- سبزی خورش (کرفس، نعناع، جعفری) ۵ لیوان معادل ۱۲۵ کیلوکالری،
- روغن کانولا ۶ قاشق غذاخوری معادل ۵۴۰ کیلوکالری،
- آبلیمو یا آبغوره تازه ۶ قاشق غذاخوری معادل صفر کیلوکالری.[۲]

## طرز تهیه

### خورش کرفس با گوشت

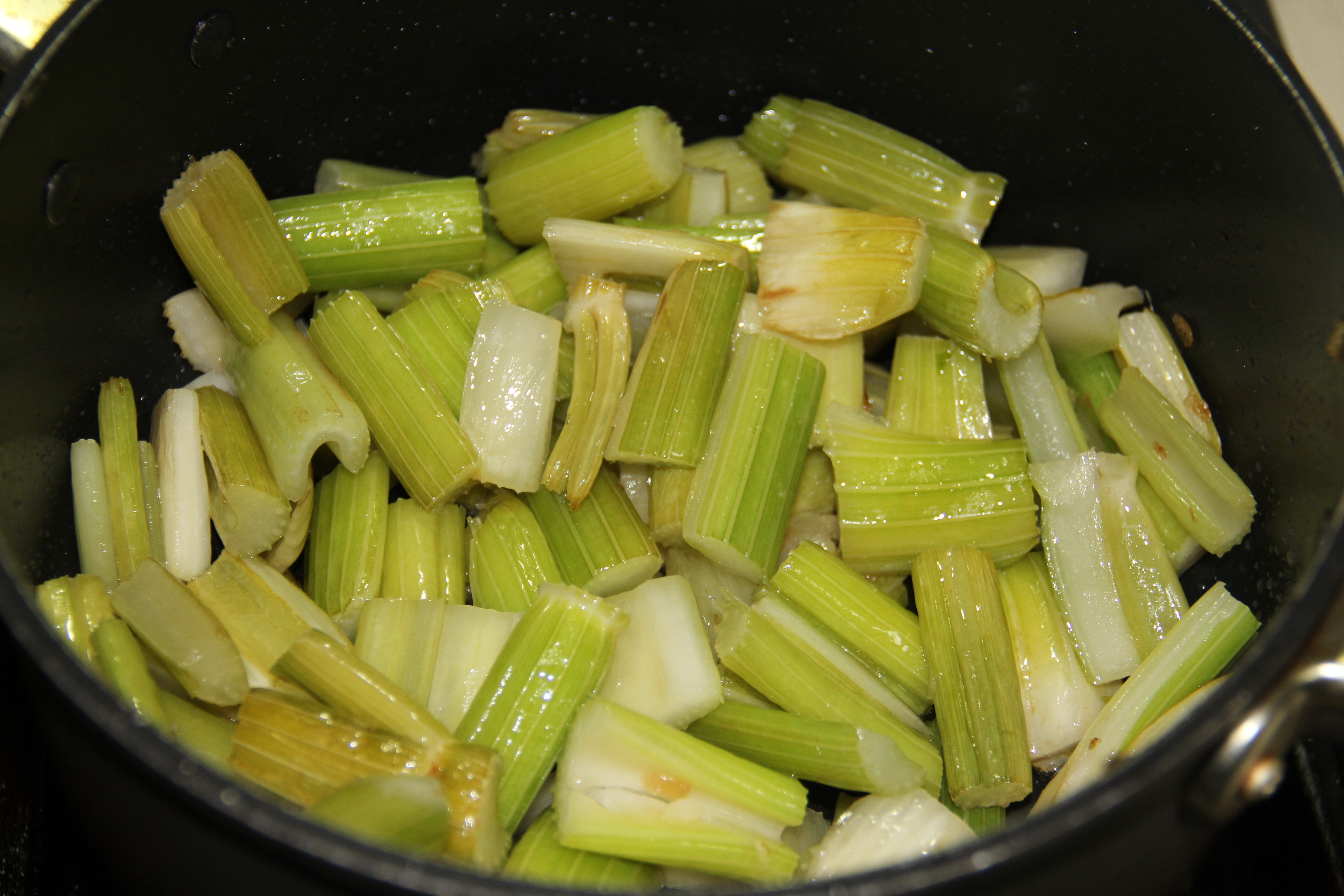
کرفس در این خورش ممکن است سرخ شده یا بدون سرخ شدن استفاده شود.

خورش کرفس را می‌توان به دو روش آب‌پز (برای کسانی که محدودیت خوردن چربی دارند) و به روش سرخ کردن تهیه نمود. ساقه‌های کرفس را از هم جدا کرده و خوب می‌شویند، سپس ساقه‌های کرفس را به اندازه‌های دو سانتیمتری خرد کرده و برگ‌های کرفس را هم جداگانه با کارد خرد می‌کنند. ابتدا پیاز خرد شده را در ۲ قاشق غذاخوری روغن کانولا تفت داده و وقتی به رنگ طلایی درآمد، گوشت‌های تکه شده را اضافه می‌کنند، این مخلوط باید ۵ دقیقه روی حرارت باقی بماند، سپس به آن زردچوبه اضافه می‌کنند. در ظرفی دیگر، سبزی‌های این خورش از کرفس گرفته تا نعناع و جعفری را در ۴ قاشق غذاخوری روغن به مدت ۸دقیقه تفت داده. و پس از حرارت دادن گوشت و پیاز، رب گوجه، ادویه‌ها و ۴ لیوان آب به آن اضافه کرده و در قابلمه را می‌گذارند تا گوشت نیم پز شود. پس از گذشت این مرحله، سبزی‌ها را نیز اضافه کرده و اجازه می‌دهند خورش جا بیفتد. آبلیمو یا آبغوره غذا را ۱۰ دقیقه مانده به برداشتن خورش، به آن اضافه می‌کنند.
روش دوم (با لوبیا)

لوبیای قرمز یا لوبیا چشم بلبلی را از قبل خیسانده و دوبار پخته و آب آنرا می‌گیرند. سپس مقداری روغن را در قابلمه ریخته و روی آتش گذاشته و پیاز را با حرارت ملایم در آن سرخ می‌کنند. پس از سرخ شدن پیاز، گوشت را روی پیاز ریخته و شعله را کمی بیشتر کرده و چند دقیقه‌ای با افزودن نیم قاشق چای خوری زردچوبه سرخ می‌کنند. سپس کرفس‌ها را روی گوشت ریخته و شعله را کمی بیشتر کرده و تقریباً ۱۰ دقیقه با گوشت سرخ کرده و در تمام مدت آن را هم می‌زنند تا هم نسوزد و هم خوب سرخ شود. پس از سرخ شدن سه لیوان آب سرد روی آن ریخته به همراه لوبیا و لیمو عمانی. البته بدون اینکه آن را از هم جدا یا خرد کنند، در شعله کم می‌پزند. مدت طبخ گوشت خورش بستگی به گوشت انتخابی دارد به همین خاطر پس از تقریباً ۴۵ دقیقه گوشت را با چنگال امتحان می‌کنند، اگر خوب پخته شده بود نمک را به آن افزوده و می‌گذارند چند دقیقه‌ای بجوشد.

### خورش کرفس بدون گوشت (گیاهی)
لوبیا چیتی (یک پیمانه) را از شب قبل خیس کرده و جداگانه حدود ۱۵ دقیقه می‌پزند، سپس ساقه کرفس‌ها را نگینی، نعناع و جعفریها را نیز کاملاً ریز خورد می‌کنند، قارچها (۵ عدد متوسط) را حلقه حلقه کرده با کرفس و سبزیهای خورد شده درون قابلمه ریخته و همراه دو لیوان آب و نمک، ادویه ی کاری، گلپر، زیرهٔ سبز و فلفل قرمز و با حرارت ملایم حدود یک ساعت و نیم می‌پزند تا خورش کاملاً جا بیفتد سپس با روغن زیتون سرو می‌کنند. این خورش با برنج سرو می‌شود.

### خورش کرفس با مرغ
برای تهیه خورش کرفس با مرغ ابتدا لوبیا رو از شب قبل خیس کرده و بعد می‌پزند. سبزی و ساقه کرفس را شسته و خرد کرده و هر کدام را جداگانه سرخ می‌کنند. مرغ را همراه پیاز تفت داده و بعد از سرخ شدن، سبزی و ساقه کرفس را اضافه کرده به همراه لیموعمانی و لوبیا پخته. اجازه می‌دهند تا خورش بپزد و جا افتاده شود.